# 낭성초등학교 갈산분교
낭성초등학교 갈산분교는 충청북도 청주시 상당구 낭성면 갈산1길 19 (갈산리)에 있었던 분교이다.

## 연혁
- 1940년 4월 1일 낭성공립심상소학교 갈산간이학교 개교
- 1944년 3월 31일 갈산공립국민학교로 승격
- 1985년 9월 10일 병설유치원(1학급) 개원
- 1995년 2월 10일 제10회 병설유치원 수료식
- 1995년 2월 14일 제46회 졸업식(14명, 총 2471명)
- 1995년 3월 1일 낭성국민학교 갈산분교장
- 1996년 3월 1일 명칭 변경(국민학교→초등학교)
- 2004년 3월 1일 본교로 통폐합